# Fradswell
Fradswell est un village du Staffordshire, en Angleterre, situé à environ 10 kilomètres au nord-est de la ville de Stafford et à 11 kilomètres au nord de Colwich. Fradwell a été mentionné pour la première fois en tant que membre de la paroisse de Colwich dans le Domesday Book, où il est répertorié en tant que Frodawelle ou Frodeswelle, et il s'agit probablement d'une colonie anglienne (?) établie au cours de l'âge sombre.
Le village a reçu sa propre église au XIIIe siècle, lorsque la chapelle Saint-Jacques-le-Mineur a été créée. Le chœur a survécu, mais la partie principale de l'église a été reconstruite en 1764. Fradswell devint une paroisse à part entière en février 1851 (elle est depuis devenue la paroisse de Milwich avec Fradswell). Une rénovation ultérieure, comprenant la construction d’une nouvelle nef et l’installation de vitraux de William Wailes, a été effectuée peu après. À cette époque, il comptait 237 habitants et 1 100 acres (4,5 kilomètres carrés) de terre.